# Lutte contre l'érosion

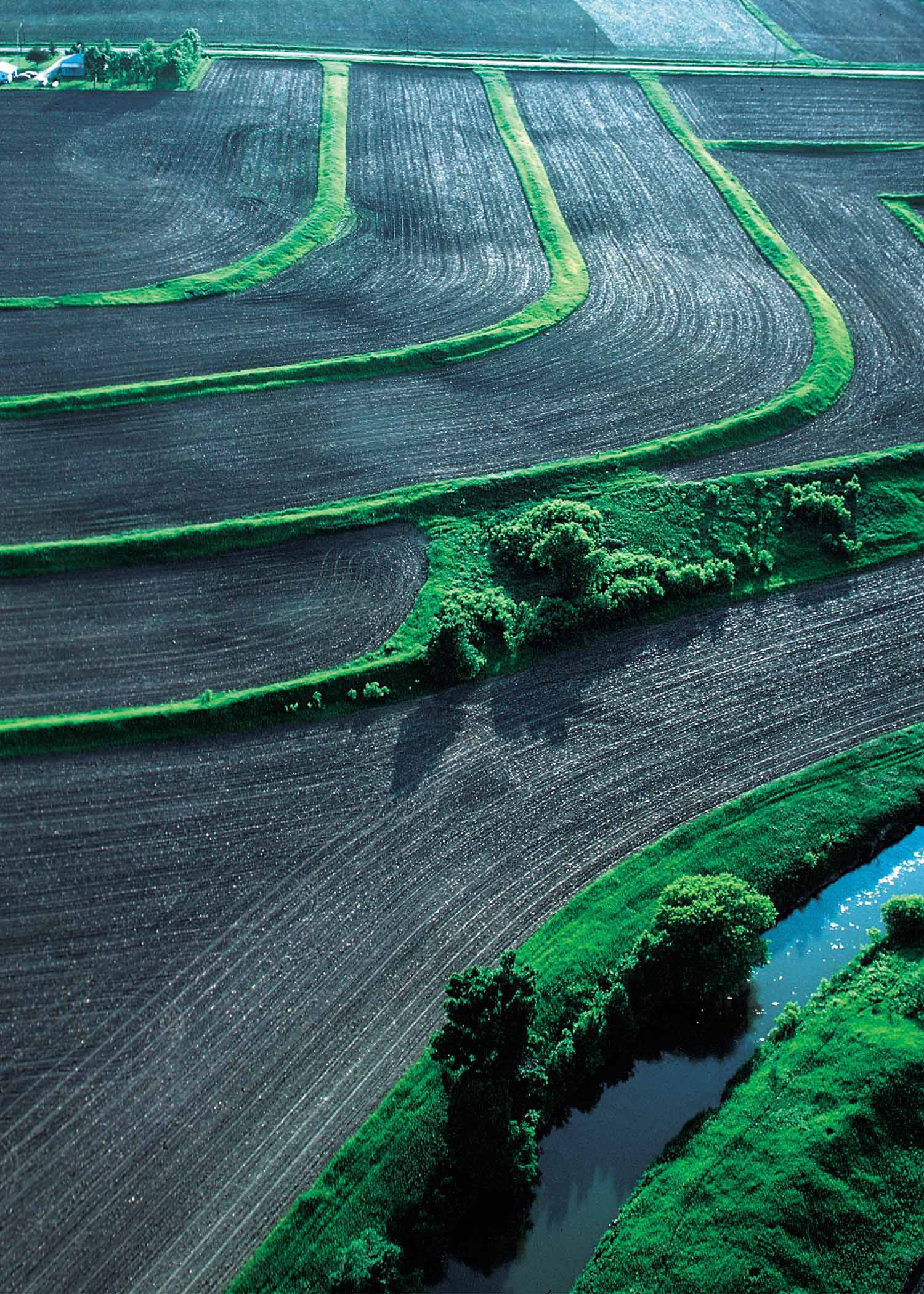
Les terrasses, pratiques aratoires antiérosives et tampons de conservation économisent le sol et améliorent la qualité de l'eau dans cette ferme de l'Iowa.

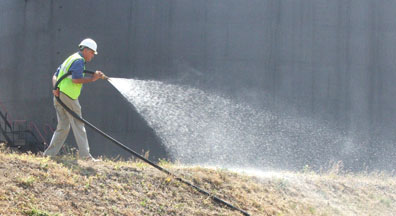
Hydroseeding au Royaume-Uni.

Stratégies d'adaptation aux changements climatiques pour diminuer les risques face à l'érosion du littoral pour les communautés côtières : ➀ pas de réponse ; ② protection avancée ; ③ ajustement ; ④ avancée ; ⑤ retrait ; ⑥ adaptation basée sur les écosystèmes.

La lutte contre l'érosion est la pratique de prévention ou de contrôle de l'érosion éolienne ou hydrique qui concerne l'agriculture, les aménagements fonciers, les zones côtières, les berges des rivières et la construction. Des contrôles efficaces de l'érosion gèrent le ruissellement de surface et sont des techniques importantes pour prévenir pollution de l'eau, perte de sol, perte d'habitat faunique et les pertes foncières.

## Usage
La lutte contre l'érosion est utilisée dans les zones naturelles, les milieux agricoles ou les environnements urbains. Dans les zones urbaines, le contrôle de l'érosion fait souvent partie des programmes de gestion du ruissellement des eaux pluviales (eau de ruissellement) exigés par les gouvernements locaux. Les contrôles impliquent souvent la création d'une barrière physique, telle que végétation ou roche, pour absorber une partie de l'énergie du vent ou celle de l'eau, qui est à l'origine de l'érosion. Ils impliquent également la construction et l'entretien des réseaux d'égouttages pluviaux. Sur les chantiers de construction, ils sont souvent mis en œuvre en conjonction avec des mesures de contrôle des alluvions tels que les bassins de sédimentation (sediment basin (en)) et les clôtures anti-limon (silt fence (en)).
L'érosion des berges (en) est un processus naturel: sans lui, les rivières ne serpenteraient pas et ne changeraient pas de cap. Cependant, les modèles de gestion des terres qui modifient l'hydrogramme ou la couverture végétale peuvent agir pour augmenter ou diminuer les taux de migration des chenaux. Dans de nombreux endroits, que les rives soient instables ou non en raison des activités humaines, les gens essaient de garder la rivière à un seul endroit. Cela peut être fait pour la remise en état de l'environnement ou pour empêcher une rivière de changer de cours sur un terrain qui est utilisé. Une façon d'y parvenir est de placer des enrochements ou des gabions le long de la rive.

## Exemples
Exemples de méthodes de contrôle de l'érosion :
- cellular confinement (en)[2]
- rotation culturale
- pratique aratoire antiérosive
- culture en courbes de niveau
- couvert végétal
- gabions
- ensemencement hydraulique
- paillis
- plasticulture
- polyacrylamide (comme coagulant)
- reforestation
- zone tampon, Zone riparienne tampon
- culture en bande
- culture en terrasses
- riprap[3]

## Modélisation mathématique
Depuis les années 1920 et 1930  des scientifiques ont créé des modèles mathématiques pour comprendre les mécanismes de l'érosion du sol et le ruissellement de surface des sédiments qui en résulte, compris un premier article d'Albert Einstein appliquant Loi de Baer. Ces modèles ont traité à la fois de l'érosion ravinante et de l'érosion en nappe. Les premiers modèles étaient un simple ensemble d'équations liées qui pouvaient être utilisées par un calcul manuel. Dans les années 1970, les modèles s'étaient étendus à des modèles informatiques complexes traitant de source diffuse de pollution (en) avec des milliers de lignes de code informatique. Les modèles les plus complexes ont pu aborder les nuances de la micrométéorologie, les distributions granulométriques du sol et les variations micro-terrain.